# Zengővárkony
Zengővárkony è un comune dell'Ungheria di 414 abitanti (dati 2001) situato nella contea di Baranya, regione Transdanubio Meridionale